# Lista över medaljörer i Europamästerskapen i badminton
Detta är en lista över samtliga medaljörer i Europamästerskapen i badminton.

## Herrsingel
| Spel                  | Guld                   | Silver                  | Brons                          |
| Bochum 1968           | Sture Johnsson         | Wolfgang Bochow         | Elo Hansen                     |
| Bochum 1968           | Sture Johnsson         | Wolfgang Bochow         | Jørgen Mortensen               |
| Port Talbot 1970      | Sture Johnsson         | Elo Hansen              | Paul Whetnall                  |
| Port Talbot 1970      | Sture Johnsson         | Elo Hansen              | Wolfgang Bochow                |
| Karlskrona 1972       | Wolfgang Bochow        | Klaus Kaagaard          | Ray Stevens                    |
| Karlskrona 1972       | Wolfgang Bochow        | Klaus Kaagaard          | Flemming Delfs                 |
| Wien 1974             | Sture Johnsson         | Thomas Kihlström        | Flemming Delfs                 |
| Wien 1974             | Sture Johnsson         | Thomas Kihlström        | Derek Talbot                   |
| Dublin 1976           | Flemming Delfs         | Elo Hansen              | Wolfgang Bochow                |
| Dublin 1976           | Flemming Delfs         | Elo Hansen              | Paul Whetnall                  |
| Preston 1978          | Flemming Delfs         | Thomas Kihlström        | Sture Johnsson                 |
| Preston 1978          | Flemming Delfs         | Thomas Kihlström        | Ray Stevens                    |
| Groningen 1980        | Flemming Delfs         | Morten Frost            | Svend Pri                      |
| Groningen 1980        | Flemming Delfs         | Morten Frost            | Ray Stevens                    |
| Böblingen 1982        | Jens Peter Nierhoff    | Ray Stevens             | Claus Andersen(de)             |
| Böblingen 1982        | Jens Peter Nierhoff    | Ray Stevens             | Nick Yates                     |
| Preston 1984          | Morten Frost           | Jens Peter Nierhoff     | Steve Baddeley                 |
| Preston 1984          | Morten Frost           | Jens Peter Nierhoff     | Göran Karlsson                 |
| Uppsala 1986          | Morten Frost           | Ib Frederiksen          | Michael Kjeldsen               |
| Uppsala 1986          | Morten Frost           | Ib Frederiksen          | Torben Carlsen                 |
| Kristiansand 1988     | Darren Hall            | Morten Frost            | Andrei Antropov                |
| Kristiansand 1988     | Darren Hall            | Morten Frost            | Michael Kjeldsen               |
| Moskva 1990           | Steve Baddeley         | Darren Hall             | Steve Butler                   |
| Moskva 1990           | Steve Baddeley         | Darren Hall             | Poul-Erik Høyer Larsen         |
| Glasgow 1992          | Poul-Erik Høyer Larsen | Thomas Stuer Lauridsen  | Peter Espersen                 |
| Glasgow 1992          | Poul-Erik Høyer Larsen | Thomas Stuer Lauridsen  | Anders Nielsen                 |
| Den Bosch 1994        | Poul-Erik Høyer Larsen | Tomas Johansson         | Jens Olsson                    |
| Den Bosch 1994        | Poul-Erik Høyer Larsen | Tomas Johansson         | Anders Nielsen                 |
| Herning 1996          | Poul-Erik Høyer Larsen | Peter Rasmussen         | Jesper Olsson                  |
| Herning 1996          | Poul-Erik Høyer Larsen | Peter Rasmussen         | Jeroen van Dijk                |
| Sofia 1998            | Peter Gade             | Kenneth Jonassen        | Peter Rasmussen                |
| Sofia 1998            | Peter Gade             | Kenneth Jonassen        | Poul-Erik Høyer Larsen         |
| Glasgow 2000          | Peter Gade             | Poul-Erik Høyer Larsen  | Richard Vaughan                |
| Glasgow 2000          | Peter Gade             | Poul-Erik Høyer Larsen  | Kenneth Jonassen               |
| Malmö 2002            | Peter Rasmussen        | Kenneth Jonassen        | Rasmus Wengberg                |
| Malmö 2002            | Peter Rasmussen        | Kenneth Jonassen        | Anders Boesen                  |
| Genève 2004           | Peter Gade             | Kenneth Jonassen        | Björn Joppien                  |
| Genève 2004           | Peter Gade             | Kenneth Jonassen        | Anders Boesen                  |
| Den Bosch 2006        | Peter Gade             | Kenneth Jonassen        | Joachim Persson                |
| Den Bosch 2006        | Peter Gade             | Kenneth Jonassen        | Niels Christian Kaldau         |
| Herning 2008          | Kenneth Jonassen       | Joachim Persson         | Przemysław Wacha               |
| Herning 2008          | Kenneth Jonassen       | Joachim Persson         | Jan Ø. Jørgensen               |
| Manchester 2010       | Peter Gade             | Jan Ø. Jørgensen        | Marc Zwiebler                  |
| Manchester 2010       | Peter Gade             | Jan Ø. Jørgensen        | Rajiv Ouseph                   |
| Karlskrona 2012       | Marc Zwiebler          | Henri Hurskainen        | Viktor Axelsen                 |
| Karlskrona 2012       | Marc Zwiebler          | Henri Hurskainen        | Jan Ø. Jørgensen               |
| Kazan 2014            | Jan Ø. Jørgensen       | Rajiv Ouseph            | Viktor Axelsen                 |
| Kazan 2014            | Jan Ø. Jørgensen       | Rajiv Ouseph            | Vladimir Ivanov                |
| La Roche-sur-Yon 2016 | Viktor Axelsen (DEN)   | Jan Ø. Jørgensen (DEN)  | Rajiv Ouseph (ENG)             |
| La Roche-sur-Yon 2016 | Viktor Axelsen (DEN)   | Jan Ø. Jørgensen (DEN)  | Marc Zwiebler (GER)            |
| Kolding 2017          | Rajiv Ouseph (ENG)     | Anders Antonsen (DEN)   | Viktor Axelsen (DEN)           |
| Kolding 2017          | Rajiv Ouseph (ENG)     | Anders Antonsen (DEN)   | Hans-Kristian Vittinghus (DEN) |
| Huelva 2018           | Viktor Axelsen (DEN)   | Rajiv Ouseph (ENG)      | Brice Leverdez (FRA)           |
| Huelva 2018           | Viktor Axelsen (DEN)   | Rajiv Ouseph (ENG)      | Jan Ø. Jørgensen (DEN)         |
| Kiev 2021             | Anders Antonsen (DEN)  | Viktor Axelsen (DEN)    | Kalle Koljonen (FIN)           |
| Kiev 2021             | Anders Antonsen (DEN)  | Viktor Axelsen (DEN)    | Hans-Kristian Vittinghus (DEN) |
| Madrid 2022           | Viktor Axelsen (DEN)   | Anders Antonsen (DEN)   | Misha Zilberman (ISR)          |
| Madrid 2022           | Viktor Axelsen (DEN)   | Anders Antonsen (DEN)   | Toma Junior Popov (FRA)        |
| Saarbrücken 2024      | Anders Antonsen (DEN)  | Toma Junior Popov (FRA) | Viktor Axelsen (DEN)           |
| Saarbrücken 2024      | Anders Antonsen (DEN)  | Toma Junior Popov (FRA) | Joakim Oldorff (FIN)           |

## Damsingel
| Spel                  | Guld                 | Silver                    | Brons                       |
| Bochum 1968           | Irmgard Latz         | Marieluise Wackerow       | Eva Twedberg                |
| Bochum 1968           | Irmgard Latz         | Marieluise Wackerow       | Angela Bairstow             |
| Port Talbot 1970      | Eva Twedberg         | Imre Nielsen              | Lisbeth van Barnekow        |
| Port Talbot 1970      | Eva Twedberg         | Imre Nielsen              | Margaret Boxall             |
| Karlskrona 1972       | Margaret Beck        | Gillian Gilks             | Eva Twedberg                |
| Karlskrona 1972       | Margaret Beck        | Gillian Gilks             | Joke van Beusekom           |
| Wien 1974             | Gillian Gilks        | Lene Køppen               | Joke van Beusekom           |
| Wien 1974             | Gillian Gilks        | Lene Køppen               | Margaret Beck               |
| Dublin 1976           | Gillian Gilks        | Lene Køppen               | Susan Whetnall              |
| Dublin 1976           | Gillian Gilks        | Lene Køppen               | Margaret Lockwood           |
| Preston 1978          | Lene Køppen          | Jane Webster              | Anette Börjesson            |
| Preston 1978          | Lene Køppen          | Jane Webster              | Joke van Beusekom           |
| Groningen 1980        | Liselotte Blumer     | Anette Börjesson          | Jane Webster                |
| Groningen 1980        | Liselotte Blumer     | Anette Börjesson          | Lena Axelsson               |
| Böblingen 1982        | Lene Køppen          | Karen Bridge              | Christine Magnusson         |
| Böblingen 1982        | Lene Køppen          | Karen Bridge              | Jane Webster                |
| Preston 1984          | Helen Troke          | Sally Podger              | Karen Beckman               |
| Preston 1984          | Helen Troke          | Sally Podger              | Kirsten Larsen              |
| Uppsala 1986          | Helen Troke          | Kirsten Larsen            | Christine Magnusson         |
| Uppsala 1986          | Helen Troke          | Kirsten Larsen            | Svetlana Beliasova          |
| Kristiansand 1988     | Kirsten Larsen       | Christina Bostofte        | Eline Coene                 |
| Kristiansand 1988     | Kirsten Larsen       | Christina Bostofte        | Christine Magnusson         |
| Moskva 1990           | Pernille Nedergaard  | Fiona Smith (Elliott)     | Helen Troke                 |
| Moskva 1990           | Pernille Nedergaard  | Fiona Smith (Elliott)     | Christine Magnusson         |
| Glasgow 1992          | Pernille Nedergaard  | Camilla Martin            | Lim Xiaoqing                |
| Glasgow 1992          | Pernille Nedergaard  | Camilla Martin            | Elena Ribkina               |
| Den Bosch 1994        | Lim Xiaoqing         | Catrine Bengtsson         | Christine Magnusson         |
| Den Bosch 1994        | Lim Xiaoqing         | Catrine Bengtsson         | Pernille Nedergaard         |
| Herning 1996          | Camilla Martin       | Marina Yakusheva          | Christine Magnusson         |
| Herning 1996          | Camilla Martin       | Marina Yakusheva          | Anne Sondergaard            |
| Sofia 1998            | Camilla Martin       | Kelly Morgan              | Mette Sørensen              |
| Sofia 1998            | Camilla Martin       | Kelly Morgan              | Mette Pedersen              |
| Glasgow 2000          | Camilla Martin       | Marina Andrievskaya       | Kelly Morgan                |
| Glasgow 2000          | Camilla Martin       | Marina Andrievskaya       | Mette Sørensen              |
| Malmö 2002            | Yao Jie              | Mia Audina Tjiptawan      | Camilla Martin              |
| Malmö 2002            | Yao Jie              | Mia Audina Tjiptawan      | Brenda Beenhakker           |
| Genève 2004           | Mia Audina Tjiptawan | Pi Hongyan                | Camilla Martin              |
| Genève 2004           | Mia Audina Tjiptawan | Pi Hongyan                | Yao Jie                     |
| Den Bosch 2006        | Xu Huaiwen           | Mia Audina Tjiptawan      | Juliane Schenk              |
| Den Bosch 2006        | Xu Huaiwen           | Mia Audina Tjiptawan      | Yao Jie                     |
| Herning 2008          | Xu Huaiwen           | Tine Rasmussen            | Pi Hongyan                  |
| Herning 2008          | Xu Huaiwen           | Tine Rasmussen            | Juliane Schenk              |
| Manchester 2010       | Tine Rasmussen       | Juliane Schenk            | Pi Hongyan                  |
| Manchester 2010       | Tine Rasmussen       | Juliane Schenk            | Ella Diehl                  |
| Karlskrona 2012       | Tine Baun            | Juliane Schenk            | Linda Zechiri               |
| Karlskrona 2012       | Tine Baun            | Juliane Schenk            | Jie Yao                     |
| Kazan 2014            | Carolina Marín       | Anna Thea Madsen          | Karin Schnaase              |
| Kazan 2014            | Carolina Marín       | Anna Thea Madsen          | Özge Bayrak                 |
| La Roche-sur-Yon 2016 | Carolina Marín (ESP) | Kirsty Gilmour (SCO)      | Line Kjaersfeldt (DEN)      |
| La Roche-sur-Yon 2016 | Carolina Marín (ESP) | Kirsty Gilmour (SCO)      | Anna Thea Madsen (DEN)      |
| Kolding 2017          | Carolina Marín (ESP) | Kirsty Gilmour (SCO)      | Mette Poulsen (DEN)         |
| Kolding 2017          | Carolina Marín (ESP) | Kirsty Gilmour (SCO)      | Sabrina Jaquet (SUI)        |
| Huelva 2018           | Carolina Marín (ESP) | Evgenija Kosetskaja (RUS) | Mia Blichfeldt (DEN)        |
| Huelva 2018           | Carolina Marín (ESP) | Evgenija Kosetskaja (RUS) | Line Kjærsfeldt (DEN)       |
| Kiev 2021             | Carolina Marín (ESP) | Line Christophersen (DEN) | Neslihan Yiğit (TUR)        |
| Kiev 2021             | Carolina Marín (ESP) | Line Christophersen (DEN) | Kirsty Gilmour (SCO)        |
| Madrid 2022           | Carolina Marín (ESP) | Kirsty Gilmour (SCO)      | Neslihan Yiğit (TUR)        |
| Madrid 2022           | Carolina Marín (ESP) | Kirsty Gilmour (SCO)      | Mia Blichfeldt (DEN)        |
| Saarbrücken 2024      | Carolina Marín (ESP) | Kirsty Gilmour (SCO)      | Julie Dawall Jakobsen (DEN) |
| Saarbrücken 2024      | Carolina Marín (ESP) | Kirsty Gilmour (SCO)      | Neslihan Arın (TUR)         |

## Herrdubbel
| Spel                  | Guld                                                   | Silver                                                 | Brons                                             |
| Bochum 1968           | David Eddy Roger Powell                                | Tony Jordan Roger Mills                                | Robert McCoig Mac Henderson                       |
| Bochum 1968           | David Eddy Roger Powell                                | Tony Jordan Roger Mills                                | Franz Beinvogl Willi Braun                        |
| Port Talbot 1970      | Elo Hansen Per Walsoe                                  | Erland Kops Henning Borch                              | Siegfried Betz Roland Maywald                     |
| Port Talbot 1970      | Elo Hansen Per Walsoe                                  | Erland Kops Henning Borch                              | David Eddy Roger Powell                           |
| Karlskrona 1972       | Willi Braun Roland Maywald                             | Derek Talbot Elliot Stuart                             | Erland Kops Elo Hansen                            |
| Karlskrona 1972       | Willi Braun Roland Maywald                             | Derek Talbot Elliot Stuart                             | Wolfgang Bochow Gerhard Kucki                     |
| Wien 1974             | Willi Braun Roland Maywald                             | Svend Pri Poul Petersen                                | Ray Stevens Mike Tredgett                         |
| Wien 1974             | Willi Braun Roland Maywald                             | Svend Pri Poul Petersen                                | Elo Hansen Flemming Delfs                         |
| Dublin 1976           | Ray Stevens Mike Tredgett                              | Derek Talbot Eddy Sutton                               | Willi Braun Roland Maywald                        |
| Dublin 1976           | Ray Stevens Mike Tredgett                              | Derek Talbot Eddy Sutton                               | Bengt Fröman Thomas Kihlström                     |
| Preston 1978          | Ray Stevens Mike Tredgett                              | Bengt Fröman Thomas Kihlström                          | David Eddy Eddy Sutton                            |
| Preston 1978          | Ray Stevens Mike Tredgett                              | Bengt Fröman Thomas Kihlström                          | Stefan Karlsson Claes Nordin                      |
| Groningen 1980        | Claes Nordin Stefan Karlsson                           | Bengt Fröman Thomas Kihlström                          | Flemming Delfs Steen Skovgaard                    |
| Groningen 1980        | Claes Nordin Stefan Karlsson                           | Bengt Fröman Thomas Kihlström                          | Mike Tredgett Ray Stevens                         |
| Böblingen 1982        | Stefan Karlsson Thomas Kihlström                       | Martin Dew Mike Tredgett                               | Claes Nordin Lars Wengberg                        |
| Böblingen 1982        | Stefan Karlsson Thomas Kihlström                       | Martin Dew Mike Tredgett                               | Ray Stevens Andy Goode                            |
| Preston 1984          | Martin Dew Mike Tredgett                               | Morten Frost Jens Peter Nierhoff                       | Billy Gilliland Dan Travers                       |
| Preston 1984          | Martin Dew Mike Tredgett                               | Morten Frost Jens Peter Nierhoff                       | Lars Wengberg Ulf Johansson                       |
| Uppsala 1986          | Steen Fladberg Jesper Helledie                         | Stefan Karlsson Thomas Kihlström                       | Jan Eric Antonsson Pär-Gunnar Jonsson             |
| Uppsala 1986          | Steen Fladberg Jesper Helledie                         | Stefan Karlsson Thomas Kihlström                       | Mark Christiansen Michael Kjeldsen                |
| Kristiansand 1988     | Jens Peter Nierhoff Michael Kjeldsen                   | Steen Fladberg Jan Paulsen                             | Chris Rees Lyndon Williams                        |
| Kristiansand 1988     | Jens Peter Nierhoff Michael Kjeldsen                   | Steen Fladberg Jan Paulsen                             | Peter Axelsson Stefan Karlsson                    |
| Moskva 1990           | Jan Paulsen Henrik Svarrer                             | Max Gandrup Thomas Lund                                | Mikael Rosen Peter Axelsson                       |
| Moskva 1990           | Jan Paulsen Henrik Svarrer                             | Max Gandrup Thomas Lund                                | Pierre Pellupessy Alex Meijer                     |
| Glasgow 1992          | Jon Holst Christensen Thomas Lund                      | Jan Paulsen Henrik Svarrer                             | Pär-Gunnar Jonsson Peter Axelsson                 |
| Glasgow 1992          | Jon Holst Christensen Thomas Lund                      | Jan Paulsen Henrik Svarrer                             | Stephan Kuhl Stefan Frey                          |
| Den Bosch 1994        | Simon Archer Chris Hunt                                | Andrei Antropov Nikolai Zujev                          | Christian Jacobsen Jens Eriksen                   |
| Den Bosch 1994        | Simon Archer Chris Hunt                                | Andrei Antropov Nikolai Zujev                          | Henrik Svarrer Jim Laugesen                       |
| Herning 1996          | Thomas Lund Jon Holst Christensen                      | Michael Søgaard Henrik Svarrer                         | Simon Archer Chris Hunt                           |
| Herning 1996          | Thomas Lund Jon Holst Christensen                      | Michael Søgaard Henrik Svarrer                         | Pär-Gunnar Jonsson Peter Axelsson                 |
| Sofia 1998            | Chris Hunt Simon Archer                                | Pär-Gunnar Jonsson Peter Axelsson                      | Jon Holst Christensen Michael Søgaard             |
| Sofia 1998            | Chris Hunt Simon Archer                                | Pär-Gunnar Jonsson Peter Axelsson                      | Nathan Robertson Julian Robertson                 |
| Glasgow 2000          | Jens Eriksen Jesper Larsen                             | Pär-Gunnar Jonsson Peter Axelsson                      | Simon Archer Nathan Robertson                     |
| Glasgow 2000          | Jens Eriksen Jesper Larsen                             | Pär-Gunnar Jonsson Peter Axelsson                      | Michal Logosz Robert Mateusiak                    |
| Malmö 2002            | Jens Eriksen Martin Lundgaard Hansen                   | Anthony Clark Nathan Robertson                         | Lars Paaske Jonas Rasmussen                       |
| Malmö 2002            | Jens Eriksen Martin Lundgaard Hansen                   | Anthony Clark Nathan Robertson                         | Michal Logosz Robert Mateusiak                    |
| Genève 2004           | Jens Eriksen Martin Lundgaard Hansen                   | Anthony Clark Nathan Robertson                         | Lars Paaske Jonas Rasmussen                       |
| Genève 2004           | Jens Eriksen Martin Lundgaard Hansen                   | Anthony Clark Nathan Robertson                         | Michal Logosz Robert Mateusiak                    |
| Den Bosch 2006        | Jens Eriksen Martin Lundgaard Hansen                   | Carsten Mogensen Mathias Boe                           | Robert Blair Anthony Clark                        |
| Den Bosch 2006        | Jens Eriksen Martin Lundgaard Hansen                   | Carsten Mogensen Mathias Boe                           | Michal Logosz Robert Mateusiak                    |
| Herning 2008          | Lars Paaske Jonas Rasmussen                            | Jens Eriksen Martin Lundgaard Hansen                   | Erwin Kehlhoffner Svetoslav Stoyanov              |
| Herning 2008          | Lars Paaske Jonas Rasmussen                            | Jens Eriksen Martin Lundgaard Hansen                   | Kristof Hopp Ingo Kindervater                     |
| Manchester 2010       | Lars Paaske Jonas Rasmussen                            | Mathias Boe Carsten Mogensen                           | Kasper Faust Henriksen Anders Kristiansen         |
| Manchester 2010       | Lars Paaske Jonas Rasmussen                            | Mathias Boe Carsten Mogensen                           | Michael Fuchs Ingo Kindervater                    |
| Karlskrona 2012       | Mathias Boe Carsten Mogensen                           | Michael Fuchs Oliver Roth                              | Chris Adcock Andrew Ellis                         |
| Karlskrona 2012       | Mathias Boe Carsten Mogensen                           | Michael Fuchs Oliver Roth                              | Rasmus Bonde Andreas Kristiansen                  |
| Kazan 2014            | Vladimir Ivanov Ivan Sozonov                           | Mads Conrad-Petersen Mads Pieler Kolding               | Mathias Boe Carsten Mogensen                      |
| Kazan 2014            | Vladimir Ivanov Ivan Sozonov                           | Mads Conrad-Petersen Mads Pieler Kolding               | Chris Adcock Andrew Ellis                         |
| La Roche-sur-Yon 2016 | Mads Conrad-Petersen (DEN) · Mads Pieler Kolding (DEN) | Kim Astrup (DEN) · Anders Skaarup Rasmussen (DEN)      | Marcus Ellis (ENG) · Chris Langridge (ENG)        |
| La Roche-sur-Yon 2016 | Mads Conrad-Petersen (DEN) · Mads Pieler Kolding (DEN) | Kim Astrup (DEN) · Anders Skaarup Rasmussen (DEN)      | Vladimir Ivanov (RUS) · Ivan Sozonov (RUS)        |
| Kolding 2017          | Mathias Boe (DEN) · Carsten Mogensen (DEN)             | Mads Conrad-Petersen (DEN) · Mads Pieler Kolding (DEN) | Mathias Christiansen (DEN) · David Daugaard (DEN) |
| Kolding 2017          | Mathias Boe (DEN) · Carsten Mogensen (DEN)             | Mads Conrad-Petersen (DEN) · Mads Pieler Kolding (DEN) | Kim Astrup (DEN) · Anders Skaarup Rasmussen (DEN) |
| Huelva 2018           | Kim Astrup (DEN) · Anders Skaarup Rasmussen (DEN)      | Mads Conrad-Petersen (DEN) · Mads Pieler Kolding (DEN) | Jelle Maas (NED) · Robin Tabeling (NED)           |
| Huelva 2018           | Kim Astrup (DEN) · Anders Skaarup Rasmussen (DEN)      | Mads Conrad-Petersen (DEN) · Mads Pieler Kolding (DEN) | Vladimir Ivanov (RUS) · Ivan Sozonov (RUS)        |
| Kiev 2021             | Vladimir Ivanov (RUS) · Ivan Sozonov (RUS)             | Mark Lamsfuß (GER) · Marvin Seidel (GER)               | Kim Astrup (DEN) · Anders Skaarup Rasmussen (DEN) |
| Kiev 2021             | Vladimir Ivanov (RUS) · Ivan Sozonov (RUS)             | Mark Lamsfuß (GER) · Marvin Seidel (GER)               | Marcus Ellis (ENG) · Chris Langridge (ENG)        |
| Madrid 2022           | Mark Lamsfuß (GER) · Marvin Seidel (GER)               | Alexander Dunn (SCO) · Adam Hall (SCO)                 | Ruben Jille (NED) · Ties van der Lecq (NED)       |
| Madrid 2022           | Mark Lamsfuß (GER) · Marvin Seidel (GER)               | Alexander Dunn (SCO) · Adam Hall (SCO)                 | Ben Lane (ENG) · Sean Vendy (ENG)                 |
| Saarbrücken 2024      | Kim Astrup (DEN) · Anders Skaarup Rasmussen (DEN)      | Andreas Søndergaard (DEN) · Jesper Toft (DEN)          | Ben Lane (ENG) · Sean Vendy (ENG)                 |
| Saarbrücken 2024      | Kim Astrup (DEN) · Anders Skaarup Rasmussen (DEN)      | Andreas Søndergaard (DEN) · Jesper Toft (DEN)          | Rasmus Kjær (DEN) · Frederik Søgaard (DEN)        |

## Damdubbel
| Spel                  | Guld                                                  | Silver                                       | Brons                                             |
| Bochum 1968           | Margaret Boxall Susan Whetnall                        | Angela Bairstow Gillian Perrin               | Agnes Geene Joke van Beusekom                     |
| Bochum 1968           | Margaret Boxall Susan Whetnall                        | Angela Bairstow Gillian Perrin               | Anne Flindt Bente Sørensen                        |
| Port Talbot 1970      | Margaret Boxall Susan Whetnall                        | Irmgard Latz Marieluise Wackerow             | Karin Jørgensen Anne Berglund                     |
| Port Talbot 1970      | Margaret Boxall Susan Whetnall                        | Irmgard Latz Marieluise Wackerow             | Gillian Perrin Margaret Beck                      |
| Karlskrona 1972       | Gillian Gilks Judy Hashman                            | Margaret Beck Julie Rickard                  | Anne Flindt Pernille Kaagaard                     |
| Karlskrona 1972       | Gillian Gilks Judy Hashman                            | Margaret Beck Julie Rickard                  | Annie Bøg Jørgensen Lene Køppen                   |
| Wien 1974             | Gillian Gilks Margaret Beck                           | Susan Whetnall Nora Gardner                  | Pernille Kaagaard Ulla Strand                     |
| Wien 1974             | Gillian Gilks Margaret Beck                           | Susan Whetnall Nora Gardner                  | Joke van Beusekom Marjan Luesken                  |
| Dublin 1976           | Gillian Gilks Susan Whetnall                          | Margaret Lockwood Nora Gardner               | Karin Kucki Vera Winter                           |
| Dublin 1976           | Gillian Gilks Susan Whetnall                          | Margaret Lockwood Nora Gardner               | Joanna Flockhart Christine Stewart                |
| Preston 1978          | Nora Perry Anne Statt                                 | Jane Webster Barbara Sutton                  | Inge Borgström Pia Nielsen                        |
| Preston 1978          | Nora Perry Anne Statt                                 | Jane Webster Barbara Sutton                  | Joke van Beusekom Marjan Ridder                   |
| Groningen 1980        | Jane Webster Nora Perry                               | Kirsten Larsen Pia Nielsen                   | Anne Skovgaard Dorte Kjaer                        |
| Groningen 1980        | Jane Webster Nora Perry                               | Kirsten Larsen Pia Nielsen                   | Alla Prodan Nadezjda Litvintjeva                  |
| Böblingen 1982        | Gillian Gilks Gillian Clark                           | Nora Perry Jane Webster                      | Dorte Kjaer Nettie Nielsen                        |
| Böblingen 1982        | Gillian Gilks Gillian Clark                           | Nora Perry Jane Webster                      | Lene Køppen Anne Skovgaard                        |
| Preston 1984          | Gillian Clark Karen Chapman                           | Gillian Gilks Karen Beckman                  | Dorte Kjaer Kirsten Larsen                        |
| Preston 1984          | Gillian Clark Karen Chapman                           | Gillian Gilks Karen Beckman                  | Maria Bengtsson Christine Magnusson               |
| Uppsala 1986          | Gillian Clark Gillian Gowers                          | Dorte Kjaer Nettie Nielsen                   | Karen Beckman Sarah Halsall                       |
| Uppsala 1986          | Gillian Clark Gillian Gowers                          | Dorte Kjaer Nettie Nielsen                   | Maria Bengtsson Christine Magnusson               |
| Kristiansand 1988     | Dorte Kjaer Nettie Nielsen                            | Julie Munday Gillian Clark                   | Maria Bengtsson Christine Magnusson               |
| Kristiansand 1988     | Dorte Kjaer Nettie Nielsen                            | Julie Munday Gillian Clark                   | Katrin Schmidt Kirsten Schmieder                  |
| Moskva 1990           | Dorte Kjaer Nettie Nielsen                            | Eline Coene Erica van Dijck                  | Gillian Gowers Gillian Clark                      |
| Moskva 1990           | Dorte Kjaer Nettie Nielsen                            | Eline Coene Erica van Dijck                  | Maria Bengtsson Christine Magnusson               |
| Glasgow 1992          | Lim Xiaoqing Christine Magnusson                      | Marlene Thomsen Lisbeth Stuer-Lauridsen      | Sara Sankey Gillian Gowers                        |
| Glasgow 1992          | Lim Xiaoqing Christine Magnusson                      | Marlene Thomsen Lisbeth Stuer-Lauridsen      | Maria Bengtsson Catrine Bengtsson                 |
| Den Bosch 1994        | Christine Magnusson Lim Xiaoqing                      | Lisbeth Stuer-Lauridsen Lotte Olsen          | Gillian Clark Julie Bradbury                      |
| Den Bosch 1994        | Christine Magnusson Lim Xiaoqing                      | Lisbeth Stuer-Lauridsen Lotte Olsen          | Erica van den Heuvel Maria Bengtsson              |
| Herning 1996          | Lisbeth Stuer-Lauridsen Marlene Thomsen               | Rikke Olsen Helene Kirkegaard                | Julie Bradbury Joanne Wright                      |
| Herning 1996          | Lisbeth Stuer-Lauridsen Marlene Thomsen               | Rikke Olsen Helene Kirkegaard                | Katrin Schmidt Kerstin Ubben                      |
| Sofia 1998            | Rikke Olsen Marlene Thomsen                           | Maike Vangen Ann Jørgensen                   | Joanne Goode Donna Kellogg                        |
| Sofia 1998            | Rikke Olsen Marlene Thomsen                           | Maike Vangen Ann Jørgensen                   | Erica van den Heuvel Monique Hoogland             |
| Glasgow 2000          | Donna Kellogg Joanne Goode                            | Rikke Olsen Helene Kirkegaard                | Marina Jakusjeva Irina Rusljakova                 |
| Glasgow 2000          | Donna Kellogg Joanne Goode                            | Rikke Olsen Helene Kirkegaard                | Nicole van Hooren Lotte Jonathans                 |
| Malmö 2002            | Jane F. Bramsen Ann-Lou Jørgensen                     | Pernille Harder Mette Schjoldager            | Nicole Grether Nicol Pitro                        |
| Malmö 2002            | Jane F. Bramsen Ann-Lou Jørgensen                     | Pernille Harder Mette Schjoldager            | Ella Miles Sara Sankey                            |
| Genève 2004           | Lotte Bruil Mia Audina Tjiptawan                      | Rikke Olsen Ann-Lou Jørgensen                | Mette Schjoldager Pernille Harder                 |
| Genève 2004           | Lotte Bruil Mia Audina Tjiptawan                      | Rikke Olsen Ann-Lou Jørgensen                | Juliane Schenk Nicole Grether                     |
| Den Bosch 2006        | Donna Kellogg Gail Emms                               | Juliane Schenk Nicole Grether                | Elin Bergblom Johanna Persson                     |
| Den Bosch 2006        | Donna Kellogg Gail Emms                               | Juliane Schenk Nicole Grether                | Lena Frier Kristiansen Kamilla Rytter Juhl        |
| Herning 2008          | Kamilla Rytter Juhl Lena Frier Kristiansen            | Donna Kellogg Gail Emms                      | Elin Bergblom Johanna Persson                     |
| Herning 2008          | Kamilla Rytter Juhl Lena Frier Kristiansen            | Donna Kellogg Gail Emms                      | Valeria Sorokina Nina Vislova                     |
| Manchester 2010       | Valeria Sorokina Nina Vislova                         | Petya Nedelcheva Anastasia Russkikh          | Mariana Agathangelou Heather Olver                |
| Manchester 2010       | Valeria Sorokina Nina Vislova                         | Petya Nedelcheva Anastasia Russkikh          | Line Damkjær Kruse Mie Schøtt-Kristensen          |
| Karlskrona 2012       | Christinna Pedersen Kamilla Rytter Juhl               | Line Damkjær Kruse Marie Røpke               | Sandra Marinello Birgit Michels                   |
| Karlskrona 2012       | Christinna Pedersen Kamilla Rytter Juhl               | Line Damkjær Kruse Marie Røpke               | Valeria Sorokina Nina Vislova                     |
| Kazan 2014            | Christinna Pedersen Kamilla Rytter Juhl               | Line Damkjaer Kruse Marie Roepke             | Imogen Bankier Petya Nedelcheva                   |
| Kazan 2014            | Christinna Pedersen Kamilla Rytter Juhl               | Line Damkjaer Kruse Marie Roepke             | Eefje Muskens Selena Piek                         |
| La Roche-sur-Yon 2016 | Christinna Pedersen (DEN) · Kamilla Rytter Juhl (DEN) | Eefje Muskens (NED) · Selena Piek (NED)      | Samantha Barning (NED) · Iris Tabeling (NED)      |
| La Roche-sur-Yon 2016 | Christinna Pedersen (DEN) · Kamilla Rytter Juhl (DEN) | Eefje Muskens (NED) · Selena Piek (NED)      | Maiken Fruergaard (DEN) · Sara Thygesen (DEN)     |
| Kolding 2017          | Kamilla Rytter Juhl (DEN) · Christinna Pedersen (DEN) | Gabriela Stoeva (BUL) · Stefani Stoeva (BUL) | Anastasia Tjervjakova (RUS) · Olga Morozova (RUS) |
| Kolding 2017          | Kamilla Rytter Juhl (DEN) · Christinna Pedersen (DEN) | Gabriela Stoeva (BUL) · Stefani Stoeva (BUL) | Lauren Smith (ENG) · Sarah Walker (ENG)           |
| Huelva 2018           | Gabriela Stoeva (BUL) · Stefani Stoeva (BUL)          | Émilie Lefel (FRA) · Anne Tran (FRA)         | Selena Piek (NED) · Cheryl Seinen (NED)           |
| Huelva 2018           | Gabriela Stoeva (BUL) · Stefani Stoeva (BUL)          | Émilie Lefel (FRA) · Anne Tran (FRA)         | Maiken Fruergaard (DEN) · Sara Thygesen (DEN)     |
| Kiev 2021             | Gabriela Stoeva (BUL) · Stefani Stoeva (BUL)          | Chloe Birch (ENG) · Lauren Smith (ENG)       | Maiken Fruergaard (DEN) · Sara Thygesen (DEN)     |
| Kiev 2021             | Gabriela Stoeva (BUL) · Stefani Stoeva (BUL)          | Chloe Birch (ENG) · Lauren Smith (ENG)       | Selena Piek (NED) · Cheryl Seinen (NED)           |
| Madrid 2022           | Gabriela Stoeva (BUL) · Stefani Stoeva (BUL)          | Linda Efler (GER) · Isabel Lohau (GER)       | Maiken Fruergaard (DEN) · Sara Thygesen (DEN)     |
| Madrid 2022           | Gabriela Stoeva (BUL) · Stefani Stoeva (BUL)          | Linda Efler (GER) · Isabel Lohau (GER)       | Amalie Magelund (DEN) · Freja Ravn (DEN)          |
| Saarbrücken 2024      | Margot Lambert (FRA) · Anne Tran (FRA)                | Gabriela Stoeva (BUL) · Stefani Stoeva (BUL) | Bengisu Erçetin (TUR) · Nazlıcan İnci (TUR)       |
| Saarbrücken 2024      | Margot Lambert (FRA) · Anne Tran (FRA)                | Gabriela Stoeva (BUL) · Stefani Stoeva (BUL) | Debora Jille (NED) · Cheryl Seinen (NED)          |

## Mixdubbel
| Spel                  | Guld                                                      | Silver                                                    | Brons                                             |
| Bochum 1968           | Tony Jordan Susan Whetnall                                | Roger Mills Gillian Perrin                                | Wolfgang Bochow Irmgard Latz                      |
| Bochum 1968           | Tony Jordan Susan Whetnall                                | Roger Mills Gillian Perrin                                | Klaus Kaagaard Anne Flindt                        |
| Port Talbot 1970      | David Eddy Susan Whetnall                                 | Derek Talbot Gillian Perrin                               | Per Walsoe Anne Berglund                          |
| Port Talbot 1970      | David Eddy Susan Whetnall                                 | Derek Talbot Gillian Perrin                               | Wolfgang Bochow Irmgard Latz                      |
| Karlskrona 1972       | Derek Talbot Gillian Gilks                                | Wolfgang Bochow Marieluise Wackerow                       | Roland Maywald Brigitte Steden                    |
| Karlskrona 1972       | Derek Talbot Gillian Gilks                                | Wolfgang Bochow Marieluise Wackerow                       | Gert Perneklo Eva Twedberg                        |
| Wien 1974             | Derek Talbot Gillian Gilks                                | Elliot Stuart Susan Whetnall                              | Wolfgang Bochow Marieluise Zizmann                |
| Wien 1974             | Derek Talbot Gillian Gilks                                | Elliot Stuart Susan Whetnall                              | Mike Tredgett Barbara Giles                       |
| Dublin 1976           | Derek Talbot Gillian Gilks                                | Steen Skovgaard Lene Køppen                               | Rob Ridder Marjan Luesken                         |
| Dublin 1976           | Derek Talbot Gillian Gilks                                | Steen Skovgaard Lene Køppen                               | Mike Tredgett Nora Gardner                        |
| Preston 1978          | Mike Tredgett Nora Perry                                  | Steen Skovgaard Lene Køppen                               | Billy Gilliland Joanna Flockhart                  |
| Preston 1978          | Mike Tredgett Nora Perry                                  | Steen Skovgaard Lene Køppen                               | Rob Ridder Marjan Ridder                          |
| Groningen 1980        | Mike Tredgett Nora Perry                                  | Lars Wengberg Anette Börjesson                            | Billy Gilliland Christine Heatly                  |
| Groningen 1980        | Mike Tredgett Nora Perry                                  | Lars Wengberg Anette Börjesson                            | Derek Talbot Karen Chapman                        |
| Böblingen 1982        | Martin Dew Gillian Gilks                                  | Mike Tredgett Nora Perry                                  | Lars Wengberg Anette Börjesson                    |
| Böblingen 1982        | Martin Dew Gillian Gilks                                  | Mike Tredgett Nora Perry                                  | Steen Skovgaard Anne Skovgaard                    |
| Preston 1984          | Martin Dew Gillian Gilks                                  | Thomas Kihlström Maria Bengtsson                          | Nigel Tier Gillian Clark                          |
| Preston 1984          | Martin Dew Gillian Gilks                                  | Thomas Kihlström Maria Bengtsson                          | Mike Tredgett Karen Chapman                       |
| Uppsala 1986          | Martin Dew Gillian Gilks                                  | Nigel Tier Gillian Gowers                                 | Stefan Karlsson Maria Bengtsson                   |
| Uppsala 1986          | Martin Dew Gillian Gilks                                  | Nigel Tier Gillian Gowers                                 | Thomas Kihlström Christine Magnusson              |
| Kristiansand 1988     | Steen Fladberg Gillian Clark                              | Alex Meijer Erica van Dijck                               | Henrik Svarrer Dorte Kjaer                        |
| Kristiansand 1988     | Steen Fladberg Gillian Clark                              | Alex Meijer Erica van Dijck                               | Jan Eric Antonsson Maria Bengtsson                |
| Moskva 1990           | Jon Holst Christensen Grete Mogensen                      | Jan Eric Antonsson Maria Bengtsson                        | Jan Paulsen Gillian Gowers                        |
| Moskva 1990           | Jon Holst Christensen Grete Mogensen                      | Jan Eric Antonsson Maria Bengtsson                        | Jesper Knudsen Nettie Nielsen                     |
| Glasgow 1992          | Thomas Lund Pernille Dupont                               | Jon Holst Christensen Grete Mogensen                      | Ron Michels Sonja Mellink                         |
| Glasgow 1992          | Thomas Lund Pernille Dupont                               | Jon Holst Christensen Grete Mogensen                      | Pär-Gunnar Jonsson Maria Bengtsson                |
| Den Bosch 1994        | Michael Søgaard Catrine Bengtsson                         | Christian Jacobsen Lotte Olsen                            | Jens Eriksen Anne-Mette Nille                     |
| Den Bosch 1994        | Michael Søgaard Catrine Bengtsson                         | Christian Jacobsen Lotte Olsen                            | Ron Michels Erica van den Heuvel                  |
| Herning 1996          | Michael Søgaard Rikke Olsen                               | Simon Archer Joanne Goode                                 | Michael Keck Karen Stechmann                      |
| Herning 1996          | Michael Søgaard Rikke Olsen                               | Simon Archer Joanne Goode                                 | Ron Michels Erica van den Heuvel                  |
| Sofia 1998            | Michael Søgaard Rikke Olsen                               | Michael Keck and Erica van den Heuvel                     | Simon Archer Joanne Goode                         |
| Sofia 1998            | Michael Søgaard Rikke Olsen                               | Michael Keck and Erica van den Heuvel                     | Jon Holst Christensen Ann Jørgensen               |
| Glasgow 2000          | Michael Søgaard Rikke Olsen                               | Jens Eriksen Mette Schjoldager                            | Jon Holst Christensen Ann Jørgensen               |
| Glasgow 2000          | Michael Søgaard Rikke Olsen                               | Jens Eriksen Mette Schjoldager                            | Chris Bruil Erica van den Heuvel                  |
| Malmö 2002            | Jens Eriksen Mette Schjoldager                            | Nathan Robertson Gail Emms                                | Chris Bruil Lotte Jonathans                       |
| Malmö 2002            | Jens Eriksen Mette Schjoldager                            | Nathan Robertson Gail Emms                                | Michael Søgaard Rikke Olsen                       |
| Genève 2004           | Nathan Robertson Gail Emms                                | Jonas Rasmussen Rikke Olsen                               | Jens Eriksen Mette Schjoldager                    |
| Genève 2004           | Nathan Robertson Gail Emms                                | Jonas Rasmussen Rikke Olsen                               | Fredrik Bergström Johanna Persson                 |
| Den Bosch 2006        | Thomas Laybourn Kamilla Rytter Juhl                       | Jens Eriksen Mette Schjoldager                            | Robert Mateusiak Nadiezda Kostiuczyk              |
| Den Bosch 2006        | Thomas Laybourn Kamilla Rytter Juhl                       | Jens Eriksen Mette Schjoldager                            | Anthony Clark Donna Kellogg                       |
| Herning 2008          | Anthony Clark Donna Kellogg                               | Robert Mateusiak Nadiezda Kostiuczyk                      | Nathan Robertson Gail Emms                        |
| Herning 2008          | Anthony Clark Donna Kellogg                               | Robert Mateusiak Nadiezda Kostiuczyk                      | Carsten Mogensen Helle Nielsen                    |
| Manchester 2010       | Thomas Laybourn Kamilla Rytter Juhl                       | Robert Mateusiak Nadieżda Kostiuczyk                      | Wouter Claes Nathalie Descamps                    |
| Manchester 2010       | Thomas Laybourn Kamilla Rytter Juhl                       | Robert Mateusiak Nadieżda Kostiuczyk                      | Nathan Robertson Jenny Wallwork                   |
| Karlskrona 2012       | Robert Mateusiak Nadiezda Zieba                           | Mads Pieler Kolding Julie Houmann                         | Chris Adcock Imogen Bankier                       |
| Karlskrona 2012       | Robert Mateusiak Nadiezda Zieba                           | Mads Pieler Kolding Julie Houmann                         | Thomas Laybourn Kamilla Rytter Juhl               |
| Kazan 2014            | Joachim Fischer Nielsen Christinna Pedersen               | Mads Pieler Kolding Kamilla Rytter Juhl                   | Jorrit de Ruiter Samantha Barning                 |
| Kazan 2014            | Joachim Fischer Nielsen Christinna Pedersen               | Mads Pieler Kolding Kamilla Rytter Juhl                   | Anders Kristiansen Julie Houmann                  |
| La Roche-sur-Yon 2016 | Joachim Fischer Nielsen (DEN) · Christinna Pedersen (DEN) | Niclas Nohr (DEN) · Sara Thygesen (DEN)                   | Mathias Christiansen (DEN) · Lena Grebak (DEN)    |
| La Roche-sur-Yon 2016 | Joachim Fischer Nielsen (DEN) · Christinna Pedersen (DEN) | Niclas Nohr (DEN) · Sara Thygesen (DEN)                   | Jacco Arends (NED) · Selena Piek (NED)            |
| Kolding 2017          | Chris Adcock (ENG) · Gabrielle Adcock (ENG)               | Joachim Fischer Nielsen (DEN) · Christinna Pedersen (DEN) | Sam Magee (IRL) · Chloe Magee (IRL)               |
| Kolding 2017          | Chris Adcock (ENG) · Gabrielle Adcock (ENG)               | Joachim Fischer Nielsen (DEN) · Christinna Pedersen (DEN) | Ronan Labar (FRA) · Audrey Fontaine (FRA)         |
| Huelva 2018           | Chris Adcock (ENG) · Gabrielle Adcock (ENG)               | Mathias Christiansen (DEN) · Christinna Pedersen (DEN)    | Mark Lamsfuß (GER) · Isabel Herttrich (GER)       |
| Huelva 2018           | Chris Adcock (ENG) · Gabrielle Adcock (ENG)               | Mathias Christiansen (DEN) · Christinna Pedersen (DEN)    | Marcus Ellis (ENG) · Lauren Smith (ENG)           |
| Kiev 2021             | Rodion Alimov (RUS) · Alina Davletova (RUS)               | Marcus Ellis (ENG) · Lauren Smith (ENG)                   | Mathias Christiansen (DEN) · Alexandra Bøje (DEN) |
| Kiev 2021             | Rodion Alimov (RUS) · Alina Davletova (RUS)               | Marcus Ellis (ENG) · Lauren Smith (ENG)                   | Mark Lamsfuß (GER) · Isabel Herttrich (GER)       |
| Madrid 2022           | Mark Lamsfuß (GER) · Isabel Lohau (GER)                   | Thom Gicquel (FRA) · Delphine Delrue (FRA)                | Mikkel Mikkelsen (DEN) · Rikke Søby Hansen (DEN)  |
| Madrid 2022           | Mark Lamsfuß (GER) · Isabel Lohau (GER)                   | Thom Gicquel (FRA) · Delphine Delrue (FRA)                | Robin Tabeling (NED) · Selena Piek (NED)          |
| Saarbrücken 2024      | Thom Gicquel (FRA) · Delphine Delrue (FRA)                | Mathias Christiansen (DEN) · Alexandra Bøje (DEN)         | Robin Tabeling (NED) · Selena Piek (NED)          |
| Saarbrücken 2024      | Thom Gicquel (FRA) · Delphine Delrue (FRA)                | Mathias Christiansen (DEN) · Alexandra Bøje (DEN)         | Mathias Thyrri (DEN) · Amalie Magelund (DEN)      |

## Lag
| Spel              | Guld    | Silver        | Brons         |
| Karlskrona 1972   | England | Danmark       | Västtyskland  |
| Wien 1974         | England | Danmark       | Sverige       |
| Dublin 1976       | Danmark | England       | Sverige       |
| Preston 1978      | England | Danmark       | Sverige       |
| Groningen 1980    | Danmark | England       | Sverige       |
| Böblingen 1982    | England | Sverige       | Danmark       |
| Preston 1984      | England | Danmark       | Sverige       |
| Uppsala 1986      | Danmark | England       | Sverige       |
| Kristiansand 1988 | Danmark | Sverige       | England       |
| Moskva 1990       | Danmark | Sverige       | England       |
| Glasgow 1992      | Sverige | Danmark       | England       |
| Den Bosch 1994    | Sverige | Danmark       | England       |
| Herning 1996      | Danmark | Sverige       | England       |
| Sofia 1998        | Danmark | England       | Sverige       |
| Glasgow 2000      | Danmark | England       | Nederländerna |
| Malmö 2002        | Danmark | England       | Nederländerna |
| Genève 2004       | Danmark | Nederländerna | Tyskland      |
| Den Bosch 2006    | Danmark | Nederländerna | England       |